# Communauté d’agglomération Val d’Yerres Val de Seine
Die Communauté d’agglomération Val d’Yerres Val de Seine ist ein französischer Gemeindeverband mit der Rechtsform einer Communauté d’agglomération im Département Essonne in der Region Île-de-France. Der Gemeindeverband wurde am 14. Dezember 2015 gegründet und umfasst neun Gemeinden. Der Verwaltungssitz befindet sich im Ort Brunoy.

## Historische Entwicklung
Der Gemeindeverband entstand mit Wirkung vom 1. Januar 2016 durch de Fusion der Vorgängerorganisationen Communauté d’agglomération du Val d’Yerres und Communauté d’agglomération Sénart-Val de Seine.

## Mitgliedsgemeinden
| Gemeinde                                             | Einwohner 1. Januar 2022 | Fläche km² | Dichte Einw./km² | Code INSEE | Postleitzahl |
| ---------------------------------------------------- | ------------------------ | ---------- | ---------------- | ---------- | ------------ |
| Boussy-Saint-Antoine                                 | 7.986                    | 2,90       | 2.754            | 91097      | 91800        |
| Brunoy                                               | 25.792                   | 6,62       | 3.896            | 91114      | 91800        |
| Crosne                                               | 9.606                    | 2,48       | 3.873            | 91191      | 91560        |
| Draveil                                              | 29.824                   | 15,75      | 1.894            | 91201      | 91210        |
| Épinay-sous-Sénart                                   | 11.783                   | 3,58       | 3.291            | 91215      | 91860        |
| Montgeron                                            | 23.890                   | 11,22      | 2.129            | 91421      | 91230        |
| Quincy-sous-Sénart                                   | 9.491                    | 5,20       | 1.825            | 91514      | 91480        |
| Vigneux-sur-Seine                                    | 31.233                   | 8,77       | 3.561            | 91657      | 91270        |
| Yerres                                               | 28.349                   | 9,84       | 2.881            | 91691      | 91330        |
| Communauté d’agglomération Val d’Yerres Val de Seine | 177.954                  | 66,36      | 2.682            | –          | –            |